# Ухтымское сельское поселение
Ухты́мское сельское поселение — муниципальное образование в составе Богородского района Кировской области России, существовавшее в 2006 — 2012 годах.
Центр — село Ухтым.

## История
Ухтымское сельское поселение образовано 1 января 2006 года согласно Закону Кировской области от 07.12.2004 № 284-ЗО.
30 апреля 2009 года Законом Кировской области № 369-ЗО в состав Ухтымского сельского поселения переданы населённые пункты упразднённого Караульского сельского поселения.
28 апреля 2012 года Законом Кировской области № 141-ЗО Ухтымское сельское поселение было упразднено, все населённые пункты включены в состав Ошланского сельского поселения.

## Население
Население сельского поселения составляло 628 человек (2010).

## Состав
В состав поселения входили 3 населённых пункта:
- село Ухтым
- село Караул
- деревня Митроки